# Municipio de Sauble
El municipio de Sauble (en inglés: Sauble Township) es un municipio ubicado en el condado de Lake en el estado estadounidense de Míchigan. En el año 2010 tenía una población de 333 habitantes y una densidad poblacional de 3,64 personas por km².

## Geografía
El municipio de Sauble se encuentra ubicado en las coordenadas 44°1′58″N 85°59′7″O / 44.03278, -85.98528. Según la Oficina del Censo de los Estados Unidos, el municipio tiene una superficie total de 91.54 km², de la cual 89,69 km² corresponden a tierra firme y (2,02 %) 1,85 km² es agua.

## Demografía
Según el censo de 2010, había 333 personas residiendo en el municipio de Sauble. La densidad de población era de 3,64 hab./km². De los 333 habitantes, el municipio de Sauble estaba compuesto por el 95,2 % blancos, el 1,5 % eran amerindios, el 0,3 % eran asiáticos, el 1,5 % eran de otras razas y el 1,5 % eran de una mezcla de razas. Del total de la población el 1,8 % eran hispanos o latinos de cualquier raza.